# Wohnhaus Deichstraße 14
Das Wohnhaus Deichstraße 14 im niedersächsischen Elsfleth im Landkreis Wesermarsch stammt aus dem 18./19. Jahrhundert.

Aktuell (2023) wird es als Wohnhaus genutzt.
Das Gebäude steht unter Denkmalschutz (siehe auch Liste der Baudenkmale in Elsfleth).

## Beschreibung
Das eingeschossige giebelständige einfache verputzte Gebäude mit Satteldach und Drempel wurde um 1800 gebaut.
Das Landesdenkmalamt befand: „… geschichtliche Bedeutung … als beispielhaftes Wohnhaus der Zeit um 1800 …“